# لی مین-هیوک (خواننده رپ، زاده ۱۹۹۰)
لی مین-هیوک (کره‌ای: 이민혁؛ زادهٔ ۲۹ نوامبر ۱۹۹۰)، که بیشتر با نام مین‌هیوک یا هوتا شناخته می‌شود، رپر، خواننده، ترانه‌سرا، بازیگر و مجری اهل کره جنوبی است. او یکی از اعضای گروه پسرانهٔ کره‌ای بی‌توبی است. او در چند مجموعهٔ تلویزیونی از جمله یک برگ نو و خانواده وحشی شیرین به عنوان بازیگر نقش مکمل حضور پیدا کرده‌است.

## فیلم‌شناسی

### مجموعه‌های تلویزیونی
| سال  | عنوان                  | نقش          | توضیحات               | منابع |
| ---- | ---------------------- | ------------ | --------------------- | ----- |
| ۲۰۱۳ | خانواده بی پروا ۲      | خودش         |                       | [ ۳ ] |
| ۲۰۱۳ | برج خارق‌العاده         | مین هو       | قسمت ۸, پارت ۱        | [ ۴ ] |
| ۲۰۱۴ | عشق و جنگ ۲: انتخاب او | هیون وو      | آیدل ویژه             |       |
| ۲۰۱۴ | یک برگ نو              | لی جی هیوک   |                       |       |
| ۲۰۱۴ | وارثان                 | خودش         | حضور افتخاری (قسمت ۴) |       |
| ۲۰۱۵ | خانواده وحشی شیرین     | یون سونگ مین |                       |       |
| ۲۰۱۶ | پس از پایان نمایش      | ما روک هی    |                       | [ ۵ ] |
| ۲۰۱۸ | یانگوم داره نگاه می‌کنه | مین هیوک     |                       |       |